# Vũ Hùng Việt
Vũ Hùng Việt là chính trị gia người Việt Nam. Ông nguyên là Phó Chủ tịch Ủy ban nhân dân Thành phố Hồ Chí Minh, Trưởng Ban quản lý đầu tư - xây dựng khu đô thị mới Thủ Thiêm.

## Tiểu sử
Năm 2001, Vũ Hùng Việt là Phó Chủ tịch Ủy ban nhân dân Thành phố Hồ Chí Minh dưới quyền Chủ tịch Lê Thanh Hải.
Năm 2005, Vũ Hùng Việt là Trưởng Ban quản lý đầu tư - xây dựng khu đô thị mới Thủ Thiêm. Tháng 9 năm 2005, ông bị Bộ Công an Việt Nam triệu tập để làm rõ trách nhiệm cá nhân trong vụ án cố ý làm trái, đền bù sai quy định tại Đài Quán Tre, Quận 12, Thành phố Hồ Chí Minh.